# Territorialfarvand
Territorialfarvandet er den del af havet, som hører til en stats territorium. Territorialfarvandet udmåles som regel fra en selvstændig stats kystlinje. Typisk strækker territorialfarvandet sig 12 sømil (22 km) ud fra kysten, i overensstemmelse med FN's havretskonvention.
Det sker at flere lande gør krav på et havområde, ligesom territorialfarvandsgrænsen ofte er blevet ændret ensidigt for at omfatte og regulere aktiviteter såsom olieudvinding, fiskerettigheder (se Torskekrigen) og for at forhindre piratradio fra skibe udenfor 12-sømilegrænsen.